# Gynoplistia inconjuncta
Gynoplistia inconjuncta là một loài ruồi trong họ Limoniidae. Chúng phân bố ở miền Australasia.